# Ciechocinek (gmina wiejska)
Ciechocinek (od 1870 Raciążek) – dawna gmina wiejska istniejąca w XIX wieku w guberni warszawskiej. Siedzibą władz gminy była wieś Ciechocinek.
Za Królestwa Polskiego gmina Ciechocinek należała do powiatu radziejowskiego (przemianowanego w 1871 na powiat nieszawski) w guberni warszawskiej.
31 maja 1870 do gminy przyłączono pozbawione praw miejskich Raciąż(ek).
Gminę zniesiono w połowie 1870 roku i odtąd jednostka figuruje już pod nazwą gmina Raciążek.